# Rally di Sanremo 2002
Il Rally di Sanremo 2002, ufficialmente denominato 44º Rallye Sanremo - Rallye d'Italia, è stata l'undicesima tappa del campionato del mondo rally 2002 nonché la quarantaquattresima edizione del Rally di Sanremo e la ventinovesima con valenza mondiale. La manifestazione si è svolta dal 20 al 22 settembre sulle tortuose strade che attraversano i territori montuosi della Liguria occidentale a nord della città di Sanremo, che fu come di consueto la sede principale del rally italiano, mentre il parco assistenza per i concorrenti venne allestito a Imperia.
L'evento è stato vinto dal francese Gilles Panizzi, navigato dal fratello Hervé, al volante di una Peugeot 206 WRC (2002) della squadra Peugeot Total, davanti alla coppia finlandese formata dai compagni di squadra Marcus Grönholm e Timo Rautiainen, e all'equipaggio composto dal norvegese Petter Solberg e dal britannico Phil Mills, su una Subaru Impreza WRC2002 del team 555 Subaru WRT.
In Italia si disputava anche la quinta tappa del campionato Junior WRC, che ha visto vincere l'equipaggio italiano costituito da Andrea Dallavilla e Giovanni Bernacchini su Citroën Saxo S1600, i quali sono giunti inoltre al 15º posto nella graduatoria generale.

## Dati della prova
| Denominazione ufficiale             | Rallye Sanremo - Rallye d'Italia                       |
| Edizione N°                         | 44                                                     |
| Tappa N°                            | 11 di 14                                               |
| Data manifestazione                 | da venerdì 20/09/2002 a domenica 22/09/2002            |
| Sede ospitante                      | Sanremo (provincia di Imperia, Liguria)                |
| Sede parco assistenza               | Imperia (provincia di Imperia, Liguria)                |
| Superficie                          | Asfalto                                                |
| Iscritti                            | 57                                                     |
| Partiti                             | 53                                                     |
| Arrivati                            | 35 (66%)                                               |
| Prove speciali                      | 18                                                     |
| Prova più breve                     | 10,44 km (PS1 e PS8: Ghimbegna)                        |
| Prova più lunga                     | 42,31 km (PS10 e PS14: Colle Langan)                   |
| Prova più lenta                     | velocità media di 83,37 km/h (PS1: Passo Teglia 1)     |
| Prova più veloce                    | velocità media di 101,15 km/h (PS12: San Bartolomeo 2) |
| Lunghezza prove speciali            | 385,84 km (27,4% della distanza totale)                |
| Lunghezza complessiva trasferimenti | 1021,20 km                                             |
| Distanza totale                     | 1407,03 km                                             |

## Itinerario
| Frazione            | Prova  | Ora    | Nome                          | Partenza                      | Arrivo                        | Lunghezza | Totale    |
| ------------------- | ------ | ------ | ----------------------------- | ----------------------------- | ----------------------------- | --------- | --------- |
| Frazione 1 (20 set) |        | 06:54  | Assistenza – Imperia (20 min) | Assistenza – Imperia (20 min) | Assistenza – Imperia (20 min) | –         | 147,25 km |
| Frazione 1 (20 set) | PS1    | 08:07  | Passo Teglia 1                | Rezzo                         | Rezzo                         | 14,44 km  | 147,25 km |
| Frazione 1 (20 set) | PS2    | 08:32  | Passo Drego 1                 | Molini di Triora              | Castel Vittorio               | 26,46 km  | 147,25 km |
| Frazione 1 (20 set) | PS3    | 09:40  | Ghimbegna 1                   | Ceriana                       | Sanremo                       | 10,44 km  | 147,25 km |
| Frazione 1 (20 set) |        | 10:50  | Assistenza – Imperia (20 min) | Assistenza – Imperia (20 min) | Assistenza – Imperia (20 min) | –         | 147,25 km |
| Frazione 1 (20 set) | PS4    | 12:09  | Cosio 1                       | Cosio di Arroscia             | Pornassio                     | 19,19 km  | 147,25 km |
| Frazione 1 (20 set) | PS5    | 12:55  | San Bartolomeo 1              | Pieve di Teco                 | Vasia                         | 25,38 km  | 147,25 km |
| Frazione 1 (20 set) |        | 14:20  | Assistenza – Imperia (20 min) | Assistenza – Imperia (20 min) | Assistenza – Imperia (20 min) | –         | 147,25 km |
| Frazione 1 (20 set) | PS6    | 15:33  | Passo Teglia 2                | Rezzo                         | Rezzo                         | 14,44 km  | 147,25 km |
| Frazione 1 (20 set) | PS7    | 15:58  | Passo Drego 2                 | Molini di Triora              | Castel Vittorio               | 26,46 km  | 147,25 km |
| Frazione 1 (20 set) | PS8    | 17:06  | Ghimbegna 2                   | Ceriana                       | Sanremo                       | 10,44 km  | 147,25 km |
| Frazione 1 (20 set) |        | 18:16  | Assistenza – Imperia (45 min) | Assistenza – Imperia (45 min) | Assistenza – Imperia (45 min) | –         | 147,25 km |
|                     |        |        |                               |                               |                               |           |           |
| Frazione 2 (21 set) |        | 06:54  | Assistenza – Imperia (20 min) | Assistenza – Imperia (20 min) | Assistenza – Imperia (20 min) | –         | 150,57 km |
| Frazione 2 (21 set) | PS9    | 08:25  | San Romolo 1                  | Sanremo                       | Ceriana                       | 10,69 km  | 150,57 km |
| Frazione 2 (21 set) | PS10   | 09:18  | Colle Langan 1                | Castel Vittorio               | Rezzo                         | 42,31 km  | 150,57 km |
| Frazione 2 (21 set) |        | 10:50  | Assistenza – Imperia (20 min) | Assistenza – Imperia (20 min) | Assistenza – Imperia (20 min) | –         | 150,57 km |
| Frazione 2 (21 set) | PS11   | 12:09  | Cosio 2                       | Cosio di Arroscia             | Pornassio                     | 19,19 km  | 150,57 km |
| Frazione 2 (21 set) | PS12   | 12:55  | San Bartolomeo 2              | Pieve di Teco                 | Vasia                         | 25,38 km  | 150,57 km |
| Frazione 2 (21 set) |        | 14:20  | Assistenza – Imperia (20 min) | Assistenza – Imperia (20 min) | Assistenza – Imperia (20 min) | –         | 150,57 km |
| Frazione 2 (21 set) | PS13   | 08:25  | San Romolo 2                  | Sanremo                       | Ceriana                       | 10,69 km  | 150,57 km |
| Frazione 2 (21 set) | PS14   | 15:51  | Colle Langan 2                | Castel Vittorio               | Rezzo                         | 42,31 km  | 150,57 km |
| Frazione 2 (21 set) |        | 18:16  | Assistenza – Imperia (45 min) | Assistenza – Imperia (45 min) | Assistenza – Imperia (45 min) | –         | 150,57 km |
|                     |        |        |                               |                               |                               |           |           |
| Frazione 3 (22 set) |        | 06:54  | Assistenza – Imperia (20 min) | Assistenza – Imperia (20 min) | Assistenza – Imperia (20 min) | –         | 88,02 km  |
| Frazione 3 (22 set) | PS15   | 07:57  | Pantasina 1                   | Vasia                         | Pieve di Teco                 | 25,03 km  | 88,02 km  |
| Frazione 3 (22 set) | PS16   | 08:50  | Medatica 1                    | Pornassio                     | Cosio di Arroscia             | 18,98 km  | 88,02 km  |
| Frazione 3 (22 set) |        | 10:25  | Assistenza – Imperia (20 min) | Assistenza – Imperia (20 min) | Assistenza – Imperia (20 min) | –         | 88,02 km  |
| Frazione 3 (22 set) | PS17   | 11:28  | Pantasina 2                   | Vasia                         | Pieve di Teco                 | 25,03 km  | 88,02 km  |
| Frazione 3 (22 set) | PS18   | 12:21  | Medatica 2                    | Pornassio                     | Cosio di Arroscia             | 18,98 km  | 88,02 km  |
| Frazione 3 (22 set) |        | 13:41  | Assistenza – Imperia (20 min) | Assistenza – Imperia (20 min) | Assistenza – Imperia (20 min) | –         | 88,02 km  |
| Totale              | Totale | Totale | Totale                        | Totale                        | Totale                        | Totale    | 385,84 km |

## Risultati

### Classifica
| Pos.                         | Nº       | Pilota             | Co-pilota            | Auto                   | Squadra                      | Classe    | Tempo     | Distacco | Punti    |
| Generale                     | Generale | Generale           | Generale             | Generale               | Generale                     | Generale  | Generale  | Generale | Generale |
| ---------------------------- | -------- | ------------------ | -------------------- | ---------------------- | ---------------------------- | --------- | --------- | -------- | -------- |
| 1.                           | 3        | Gilles Panizzi     | Hervé Panizzi        | Peugeot 206 WRC (2002) | Peugeot Total                | WRC       | 4h10'15"6 | –        | 10       |
| 2.                           | 2        | Marcus Grönholm    | Timo Rautiainen      | Peugeot 206 WRC (2002) | Peugeot Total                | WRC       | 4h10'36"5 | +20"9    | 6        |
| 3.                           | 11       | Petter Solberg     | Phil Mills           | Subaru Impreza WRC2002 | 555 Subaru WRT               | WRC       | 4h11'22"0 | +1'06"4  | 4        |
| 4.                           | 1        | Richard Burns      | Robert Reid          | Peugeot 206 WRC (2002) | Peugeot Total                | WRC       | 4h11'34"5 | +1'18"9  | 3        |
| 5.                           | 6        | Markko Märtin      | Michael Park         | Ford Focus RS WRC 02   | Ford Rallye Sport            | WRC       | 4h12'10"5 | +1'54"9  | 2        |
| 6.                           | 27       | Jesús Puras        | Carlos del Barrio    | Citroën Xsara WRC      | Piedrafita Sport             | WRC       | 4h12'54"9 | +2'39"3  | 1        |
| 7.                           | 28       | Cédric Robert      | Gérald Bedon         | Peugeot 206 WRC        | Bozian Racing                | WRC       | 4h13'16"9 | +3'01"3  | -        |
| 8.                           | 5        | Colin McRae        | Nicky Grist          | Ford Focus RS WRC 02   | Ford Rallye Sport            | WRC       | 4h15'33"1 | +5'17"5  | -        |
| 9.                           | 25       | Harri Rovanperä    | Voitto Silander      | Peugeot 206 WRC        | Bozian Racing                | WRC       | 4h16'34"5 | +6'18"9  | -        |
| 10.                          | 7        | François Delecour  | Daniel Grataloup     | Mitsubishi Lancer WRC2 | Marlboro Mitsubishi Ralliart | WRC       | 4h17'40"0 | +7'24"4  | -        |
| Campionato piloti Junior WRC |          |                    |                      |                        |                              |           |           |          |          |
| 1. (15.)                     | 51       | Andrea Dallavilla  | Giovanni Bernacchini | Citroën Saxo S1600     | -                            | A6 / JWRC | 4h28'26"4 | –        | 10       |
| 2. (16.)                     | 53       | Giandomenico Basso | Luigi Pirollo        | Fiat Punto S1600       | -                            | A6 / JWRC | 4h28'36"0 | +9"6     | 6        |
| 3. (17.)                     | 65       | Dani Solà          | Álex Romaní          | Citroën Saxo S1600     | -                            | A6 / JWRC | 4h28'56"1 | +29"7    | 4        |
| 4. (18.)                     | 60       | Nicola Caldani     | Dario D'Esposito     | Fiat Punto S1600       | -                            | A6 / JWRC | 4h28'56"5 | +30"1    | 3        |
| 5. (19.)                     | 64       | Gianluigi Galli    | Guido D'Amore        | Fiat Punto S1600       | -                            | A6 / JWRC | 4h30'34"6 | +2'08"2  | 2        |
| 6. (20.)                     | 55       | François Duval     | Jean-Marc Fortin     | Ford Puma S1600        | -                            | A6 / JWRC | 4h31'29"4 | +3'03"0  | 1        |

| Principali ritiri | Principali ritiri | Principali ritiri | Principali ritiri  | Principali ritiri      | Principali ritiri            | Principali ritiri | Principali ritiri     | Principali ritiri |
| PS                | Nº                | Pilota            | Co-pilota          | Auto                   | Squadra                      | Classe            | Causa                 | Pos.              |
| ----------------- | ----------------- | ----------------- | ------------------ | ---------------------- | ---------------------------- | ----------------- | --------------------- | ----------------- |
| PS 1              | 17                | Armin Schwarz     | Manfred Hiemer     | Hyundai Accent WRC3    | Hyundai Castrol WRT          | WRC               | Incidente             | -                 |
| PS 4              | 4                 | Carlos Sainz      | Luis Moya          | Ford Focus RS WRC 02   | Ford Rallye Sport            | WRC               | Perdita d'olio        | 9º                |
| PS 8              | 10                | Tommi Mäkinen     | Kaj Lindström      | Subaru Impreza WRC2002 | 555 Subaru WRT               | WRC               | Trasmissione          | 5º                |
| PS 9              | 8                 | Alister McRae     | David Senior       | Mitsubishi Lancer WRC2 | Marlboro Mitsubishi Ralliart | WRC               | Infortunio del pilota | 18º               |
| PS 10             | 24                | Philippe Bugalski | Jean-Paul Chiaroni | Citroën Xsara WRC      | Piedrafita Sport             | WRC               | Incidente             | 2º                |
| PS 11             | 12                | Achim Mörtl       | Klaus Wicha        | Subaru Impreza WRC2002 | 555 Subaru WRT               | WRC               | Infortunio del pilota | 14º               |
| PS 14             | 15                | Toni Gardemeister | Paavo Lukander     | Škoda Octavia WRC Evo3 | Škoda Motorsport             | WRC               | Incidente             | 10º               |

Legenda
| Icona | Classe                                                                                  |
| ----- | --------------------------------------------------------------------------------------- |
| WRC   | Equipaggio di classe A8 che può conquistare punti per il campionato costruttori WRC     |
| WRC   | Equipaggio di classe A8 che non può conquistare punti per il campionato costruttori WRC |
| PWRC  | Equipaggio registrato al campionato PWRC                                                |
| JWRC  | Equipaggio registrato al campionato Junior WRC                                          |
|       | Ulteriori classificazioni                                                               |

### Prove speciali
| Frazione            | Prova | Ora   | Nome             | Lunghezza | Vincitori                                                      | Tempo   | Velocità media | Leader del rally                |
| ------------------- | ----- | ----- | ---------------- | --------- | -------------------------------------------------------------- | ------- | -------------- | ------------------------------- |
| Frazione 1 (20 set) | PS1   | 08:07 | Passo Teglia 1   | 14,44 km  | Marcus Grönholm Timo Rautiainen                                | 10'23"5 | 83,37 km/h     | Marcus Grönholm Timo Rautiainen |
| Frazione 1 (20 set) | PS2   | 08:32 | Passo Drego 1    | 26,46 km  | Gilles Panizzi Hervé Panizzi                                   | 17'41"9 | 89,70 km/h     | Gilles Panizzi Hervé Panizzi    |
| Frazione 1 (20 set) | PS3   | 09:40 | Ghimbegna 1      | 10,44 km  | Gilles Panizzi Hervé Panizzi                                   | 6'38"9  | 94,22 km/h     | Gilles Panizzi Hervé Panizzi    |
| Frazione 1 (20 set) | PS4   | 12:09 | Cosio 1          | 19,19 km  | Gilles Panizzi Hervé Panizzi                                   | 12'13"0 | 94,25 km/h     | Gilles Panizzi Hervé Panizzi    |
| Frazione 1 (20 set) | PS5   | 12:55 | San Bartolomeo 1 | 25,38 km  | Gilles Panizzi Hervé Panizzi                                   | 15'03"7 | 101,10 km/h    | Gilles Panizzi Hervé Panizzi    |
| Frazione 1 (20 set) | PS6   | 15:33 | Passo Teglia 2   | 14,44 km  | Gilles Panizzi Hervé Panizzi                                   | 10'19"4 | 83,93 km/h     | Gilles Panizzi Hervé Panizzi    |
| Frazione 1 (20 set) | PS7   | 15:58 | Passo Drego 2    | 26,46 km  | Gilles Panizzi Hervé Panizzi                                   | 17'30"0 | 90,72 km/h     | Gilles Panizzi Hervé Panizzi    |
| Frazione 1 (20 set) | PS8   | 17:06 | Ghimbegna 2      | 10,44 km  | Gilles Panizzi Hervé Panizzi                                   | 6'40"4  | 93,87 km/h     | Gilles Panizzi Hervé Panizzi    |
|                     |       |       |                  |           |                                                                |         |                | Gilles Panizzi Hervé Panizzi    |
| Frazione 2 (21 set) | PS9   | 08:25 | San Romolo 1     | 10,69 km  | Marcus Grönholm Timo Rautiainen                                | 6'45"6  | 94,88 km/h     | Gilles Panizzi Hervé Panizzi    |
| Frazione 2 (21 set) | PS10  | 09:18 | Colle Langan 1   | 42,31 km  | Marcus Grönholm Timo Rautiainen e Gilles Panizzi Hervé Panizzi | 28'52"8 | 87,90 km/h     | Gilles Panizzi Hervé Panizzi    |
| Frazione 2 (21 set) | PS11  | 12:09 | Cosio 2          | 19,19 km  | Marcus Grönholm Timo Rautiainen                                | 12'11"4 | 94,45 km/h     | Gilles Panizzi Hervé Panizzi    |
| Frazione 2 (21 set) | PS12  | 12:55 | San Bartolomeo 2 | 25,38 km  | Gilles Panizzi Hervé Panizzi                                   | 15'03"3 | 101,15 km/h    | Gilles Panizzi Hervé Panizzi    |
| Frazione 2 (21 set) | PS13  | 15:51 | San Romolo 2     | 10,69 km  | Petter Solberg Phil Mills                                      | 7'03"1  | 90,96 km/h     | Gilles Panizzi Hervé Panizzi    |
| Frazione 2 (21 set) | PS14  | 16:44 | Colle Langan 2   | 42,31 km  | Petter Solberg Phil Mills                                      | 28'59"9 | 87,54 km/h     | Gilles Panizzi Hervé Panizzi    |
|                     |       |       |                  |           |                                                                |         |                | Gilles Panizzi Hervé Panizzi    |
| Frazione 3 (22 set) | PS15  | 07:57 | Pantasina 1      | 25,03 km  | Petter Solberg Phil Mills                                      | 14'55"2 | 100,66 km/h    | Gilles Panizzi Hervé Panizzi    |
| Frazione 3 (22 set) | PS16  | 08:50 | Medatica 1       | 18,98 km  | Marcus Grönholm Timo Rautiainen                                | 12,03"0 | 94,51 km/h     | Gilles Panizzi Hervé Panizzi    |
| Frazione 3 (22 set) | PS17  | 11:28 | Pantasina 2      | 25,03 km  | Richard Burns Robert Reid                                      | 14'51"4 | 101,09 km/h    | Gilles Panizzi Hervé Panizzi    |
| Frazione 3 (22 set) | PS18  | 12:21 | Medatica 2       | 18,98 km  | Marcus Grönholm Timo Rautiainen                                | 12,01"0 | 94,77 km/h     | Gilles Panizzi Hervé Panizzi    |

## Classifiche mondiali
Classifica piloti
| Pos. | Pos. | Pilota            | Punti |
| ---- | ---- | ----------------- | ----- |
| 1    |      | Marcus Grönholm   | 57    |
| 2    | 1    | Richard Burns     | 34    |
| 2    | 1    | Colin McRae       | 33    |
| 4    | 1    | Gilles Panizzi    | 31    |
| 5    | 1    | Carlos Sainz      | 26    |
| 6    |      | Petter Solberg    | 23    |
| 7    |      | Sébastien Loeb    | 18    |
| 8    |      | Harri Rovanperä   | 18    |
| 9    |      | Tommi Mäkinen     | 15    |
| 10   |      | Markko Märtin     | 12    |
| 11   |      | Philippe Bugalski | 7     |
| 12   |      | Thomas Rådström   | 4     |
| 13   |      | Alister McRae     | 2     |
| 14   |      | Toni Gardemeister | 2     |
| 15   |      | Bruno Thiry       | 2     |
| 16   |      | Kenneth Eriksson  | 1     |
| 17   | N    | Jesús Puras       | 1     |

Classifica costruttori WRC
| Pos. | Pos. | Squadra                      | Punti |
| ---- | ---- | ---------------------------- | ----- |
| 1    |      | Peugeot Total                | 131   |
| 2    |      | Ford Rallye Sport            | 86    |
| 3    |      | 555 Subaru WRT               | 46    |
| 4    | 1    | Marlboro Mitsubishi Ralliart | 9     |
| 4    | 1    | Škoda Motorsport             | 8     |
| 6    |      | Hyundai Castrol WRT          | 6     |